# Syngliocladium acridiorum
Syngliocladium acridiorum är en svampart. Syngliocladium acridiorum ingår i släktet Syngliocladium och familjen Ophiocordycipitaceae.

## Underarter
Arten delas in i följande underarter:
- madagascariensis
- acridiorum